# Walter Persson (konstnär)
Walter Elvir Persson, född 17 februari 1918 i Malmö, död 1987, var en svensk målare. 
Han var gift med Barbro Cheesman. Persson studerade vid Skånska målarskolan i Malmö samt under längre vistelser i Köpenhamn, Frankrike och Spanien. Separat ställde hann ut på Konstsalong Rålambshof i Stockholm 1949 och på Modern konst i hemmiljö 1961. Tillsammans med sin fru ställde han ut i Östersund, Malmö museum och på Galerie Duncan i Paris. Han medverkade sedan 1943 i samlingsutställningar med Skånes konstförening. Hans konst består av motiv från östra Skåne, porträtt och figurkompositioner utförda i olja eller pastell. Persson är representerad vid Malmö museum och Ystads konstmuseum. 